# Lucia Nifontova
Lucia Nifontova (Helsinki, 30 de agosto de 1913-Ibídem, 6 de abril de 1987) fue una bailarina de ballet finlandesa. 

## Biografía
Su verdadero nombre era Ljubov Andrejevna Nifontova, y nació en Helsinki, Finlandia, siendo sus padres Andrei Nifontov y Alexandra Grönroos. Nifontova, que empezó a bailar a los doce años de edad, estudió danza en París, Londres y Montecarlo. Entre sus maestros figuran los finlandeses George Gé, Senta Will, Mary Paischeff y Elisabeth Apostoli, aunque también tuvo notables maestros extranjeros. 
Estuvo adscrita a la Ópera Nacional de Finlandia desde 1927 a 1935, así como desde 1938 a 1940, siendo bailarina solista del Ballet de Montecarlo entre 1935 y 1938. Uno de los compañeros artísticos habituales de Nifontova fue Arvo Martikainen.
A lo largo de su carrera, Nifontova apareció también en varias producciones cinematográficas. Por su trayectoria artística, fue galardonada en el año 1955 con la Medalla Pro Finlandia.
Lucia Nifontova falleció en Helsinki en 1987. Había estado casada desde 1938 con Eero Saurama.

## Filmografía
- 1929 : Mustat silmät
- 1931 : Jääkärin morsian
- 1934 : Minä ja ministeri
- 1942 : Kenttäpostia
- 1950 : Suomalaista balettia